# Уокер, Брэд
Брэд Уокер (англ. Brad Walker, род. 21 июня 1981 года, Абердин) — американский легкоатлет, специализирующийся в прыжках с шестом. Чемпион мира 2007 года. Чемпион мира в помещении 2006 года. Участник двух Олимпиад (2008, 2012). Пятикратный чемпион США (2005, 2007, 2009, 2012, 2013). Четырёхкратный чемпион США в помещении (2005, 2006, 2008, 2012). Обладатель национального рекорда — 6,04 м (2008).

## Биография
Окончил университетскую среднюю школу в Спокан-Вэлли, затем — Вашингтонский университет. Соревновался в прыжках с шестом с 2002 по 2015 года. Многократный призёр чемпионатов мира. Дважды выигрывал Всемирный легкоатлетический финал (2005, 2007).